# دانيال موين هانسن
دانيال موين هانسن (بالنرويجية البوكمول: Daniel Moen Hansen)‏ هو لاعب كرة قدم نرويجي في مركز الوسط، ولد في 18 نوفمبر 1983 في هورتن في النرويج. لعب مع ريال مايوركا ب ونادي بران ونادي برينه.

## وصلات خارجية
- دانيال موين هانسن على موقع اتحاد النرويج (النرويجية)
- دانيال موين هانسن على موقع قاعدة بيانات كرة القدم.إي يو (الإنجليزية)
- دانيال موين هانسن على موقع Soccerway.com (الإنجليزية)